# Pseudohemiculter pacboensis
Pseudohemiculter pacboensis är en fiskart som beskrevs av Nguyen 2001. Pseudohemiculter pacboensis ingår i släktet Pseudohemiculter och familjen karpfiskar. Inga underarter finns listade i Catalogue of Life.